# Team Saxo Bank/Saison 2008
Mannschaft und Erfolge des Teams CSC-Saxo Bank in der Saison 2008.

## Erfolge

### Erfolge in der ProTour
| Datum             | Rennen                        | Fahrer               |
| ----------------- | ----------------------------- | -------------------- |
| 14. Juni          | 6. Etappe Dauphiné Libéré     | Chris Anker Sørensen |
| 20. Juni          | 7. Etappe Tour de Suisse      | Fabian Cancellara    |
| 22. Juni          | 9. Etappe Tour de Suisse      | Fabian Cancellara    |
| 14. September     | 1. Etappe Polen-Rundfahrt     | CSC-Saxo Bank        |
| 19. September     | 6. Etappe Polen-Rundfahrt     | Jens Voigt           |
| 14.–20. September | Gesamtwertung Polen-Rundfahrt | Jens Voigt           |

### Erfolge in den Continental Circuits
| Datum           | Rennen                                   | Fahrer               |
| --------------- | ---------------------------------------- | -------------------- |
| 23. Januar      | 1. Etappe Tour de San Luis               | Juan José Haedo      |
| 27. Januar      | 5. Etappe Tour de San Luis               | Juan José Haedo      |
| 17. Februar     | Prolog Tour of California                | Fabian Cancellara    |
| 18. Februar     | 1. Etappe Tour of California             | Juan José Haedo      |
| 2. März         | Clásica de Almería                       | Juan José Haedo      |
| 6. März         | 3. Etappe Murcia-Rundfahrt               | Juan José Haedo      |
| 8. März         | Monte Paschi Eroica                      | Fabian Cancellara    |
| 16. März        | 5. Etappe Tirreno-Adriatico              | Fabian Cancellara    |
| 12.–18. März    | Gesamtwertung Tirreno-Adriatico          | Fabian Cancellara    |
| 22. März        | Mailand-San Remo                         | Fabian Cancellara    |
| 25. März        | 2. Etappe Vuelta a Castilla y León       | Karsten Kroon        |
| 29. März        | E3-Preis Flandern                        | Kurt Asle Arvesen    |
| 29.–30. März    | Gesamtwertung Critérium International    | Jens Voigt           |
| 22. April       | 2. Etappe Tour de Georgia                | Juan José Haedo      |
| 1. Mai          | Rund um den Henninger-Turm               | Karsten Kroon        |
| 21. Mai         | Grand Prix Copenhagen Classic            | Allan Johansen       |
| 29. Mai         | 17. Etappe Giro d’Italia                 | Jens Voigt           |
| 4. Juni         | Prolog Luxemburg-Rundfahrt               | Fabian Cancellara    |
| 5. Juni         | 1. Etappe Luxemburg-Rundfahrt            | Juan José Haedo      |
| 8. Juni         | Commerce Bank International Championship | Matti Breschel       |
| 18. Juni        | 1. Etappe Ster Elektrotoer               | Matti Breschel       |
| 25. Juni        | Schweizer Meister Zeitfahren             | Fabian Cancellara    |
| 26. Juni        | Dänischer Meister Zeitfahren             | Lars Ytting Bak      |
| 27. Juni        | Luxemburger Meister Straßenrennen        | Fränk Schleck        |
| 29. Juni        | Norwegischer Meister Straßenrennen       | Kurt Asle Arvesen    |
| 29. Juni        | Dänischer Meister Straßenrennen          | Nicki Sørensen       |
| 8. Juli         | 2. Etappe Österreich-Rundfahrt           | Chris Anker Sørensen |
| 16. Juli        | 11. Etappe Tour de France                | Kurt Asle Arvesen    |
| 23. Juli        | 17. Etappe Tour de France                | Carlos Sastre        |
| 5.–27. Juli     | Gesamtwertung Tour de France             | Carlos Sastre        |
| 27. Juli        | 5. Etappe Sachsen-Tour                   | Karsten Kroon        |
| 31. Juli        | 2. Etappe Dänemark-Rundfahrt             | Matti Breschel       |
| 1. August       | 3. Etappe Dänemark-Rundfahrt             | Matti Breschel       |
| 2. August       | 4b. Etappe Dänemark-Rundfahrt            | Gustav Erik Larsson  |
| 3. August       | 5. Etappe Dänemark-Rundfahrt             | Juan José Haedo      |
| 8. September    | 2. Etappe Tour of Britain                | Matthew Goss         |
| 21. September   | 21. Etappe Vuelta a España               | Matti Breschel       |
| 12. Oktober     | Prolog Herald Sun Tour                   | Matthew Goss         |
| 13. Oktober     | 1. Etappe Herald Sun Tour                | Matthew Goss         |
| 14. Oktober     | 2. Etappe Herald Sun Tour                | Stuart O’Grady       |
| 17. Oktober     | 5. Etappe Herald Sun Tour                | Stuart O’Grady       |
| 12.–18. Oktober | Gesamtwertung Herald Sun Tour            | Stuart O’Grady       |

## Team

### Zugänge – Abgänge
| Zugänge                      | Team 2007                | Abgänge                       | Team 2008           |
| ---------------------------- | ------------------------ | ----------------------------- | ------------------- |
| Jason McCartney              | Discovery Channel        | Christian Vandevelde          | Slipstream-Chipotle |
| Jurgen Van Goolen            | Discovery Channel        | David Zabriskie               | Slipstream-Chipotle |
| Bradley McGee                | Française des Jeux       | Luke Roberts                  | Kuota-Senges        |
| Gustav Larsson               | Unibet.com               | Martin Pedersen               | Team GLS            |
| André Steensen (ab Mai 2008) | Glud & Marstrand Horsens | Lars Michaelsen               | Karriereende        |
| Lasse Bøchman                | Glud & Marstrand Horsens | Allan Johansen (bis Mai 2008) | Designa Køkken      |
|                              |                          | Bobby Julich (bis 9. Sept.)   | Karriereende        |

### Mannschaft
| Name                 | Geburtstag         | Nationalität           |
| -------------------- | ------------------ | ---------------------- |
| Kurt Asle Arvesen    | 9. Februar 1975    | Norwegen               |
| Lars Bak             | 16. Januar 1980    | Dänemark               |
| Michael Blaudzun     | 30. April 1973     | Dänemark               |
| Lasse Bøchman        | 13. Juni 1983      | Dänemark               |
| Matti Breschel       | 31. August 1984    | Dänemark               |
| Fabian Cancellara    | 18. März 1981      | Schweiz                |
| Íñigo Cuesta         | 3. Juni 1969       | Spanien                |
| Matthew Goss         | 5. November 1986   | Australien             |
| Juan José Haedo      | 26. Januar 1981    | Argentinien            |
| Wolodymyr Hustow     | 15. Februar 1977   | Ukraine                |
| Allan Johansen       | 14. Juli 1971      | Dänemark               |
| Kasper Klostergård   | 22. Mai 1983       | Dänemark               |
| Alexander Kolobnew   | 4. Mai 1981        | Russland               |
| Karsten Kroon        | 29. Januar 1976    | Niederlande            |
| Gustav Larsson       | 20. September 1980 | Schweden               |
| Marcus Ljungqvist    | 26. Oktober 1974   | Schweden               |
| Anders Lund          | 14. Februar 1985   | Dänemark               |
| Jason McCartney      | 3. September 1973  | Vereinigte Staaten     |
| Bradley McGee        | 24. Februar 1976   | Australien             |
| Stuart O’Grady       | 6. August 1973     | Australien             |
| Carlos Sastre        | 22. April 1975     | Spanien                |
| Andy Schleck         | 10. Juni 1985      | Luxemburg              |
| Fränk Schleck        | 15. April 1980     | Luxemburg              |
| Chris Anker Sørensen | 5. September 1984  | Dänemark               |
| Nicki Sørensen       | 14. Mai 1975       | Dänemark               |
| Jurgen Van Goolen    | 28. November 1980  | Belgien                |
| Jens Voigt           | 17. September 1971 | Deutschland            |
| Stagiaires           | Stagiaires         | Nationalität           |
| Jonathan Bellis      | Jonathan Bellis    | Vereinigtes Königreich |
| Jakob Fuglsang       | Jakob Fuglsang     | Dänemark               |